# Ranoidea serrata
Ranoidea serrata (tiếng Anh thường gọi là New Guinea tree frog hoặc Jenny Mac frog) là một loài ếch thuộc họ Pelodryadidae. Loài này có ở Úc, Tây Papua (Indonesia), và Papua New Guinea.

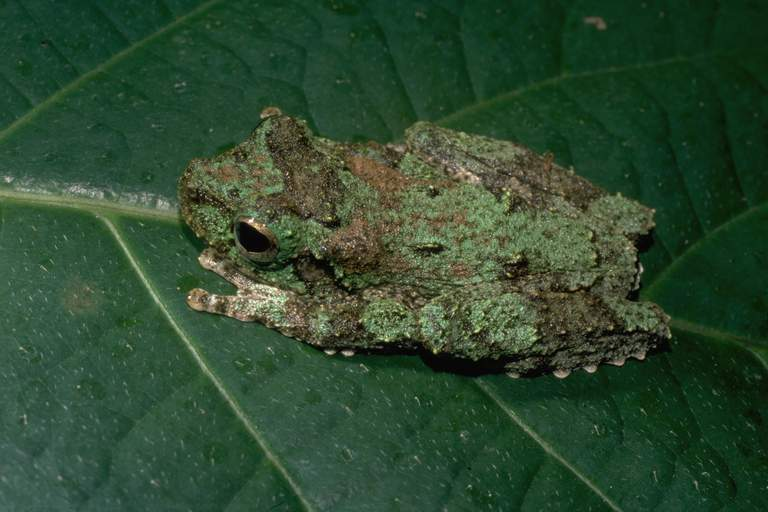

Môi trường sống tự nhiên của chúng là rừng ẩm vùng đất thấp nhiệt đới hoặc cận nhiệt đới, vùng núi ẩm nhiệt đới hoặc cận nhiệt đới, sông ngòi, sông có nước theo mùa, đầm nước ngọt có nước theo mùa, vườn nông thôn, và rừng trước đây suy thoái nghiêm trọng.
[[Tập tin:Chytridiomycosis2.jpg|alt= |thumb|This is what Chytridiomycosis looks like. 
Chúng hiện đang bị đe dọa vì mất môi trường sống và nhiễm nấm Chytridiomycota.

## Liên kết ngoài

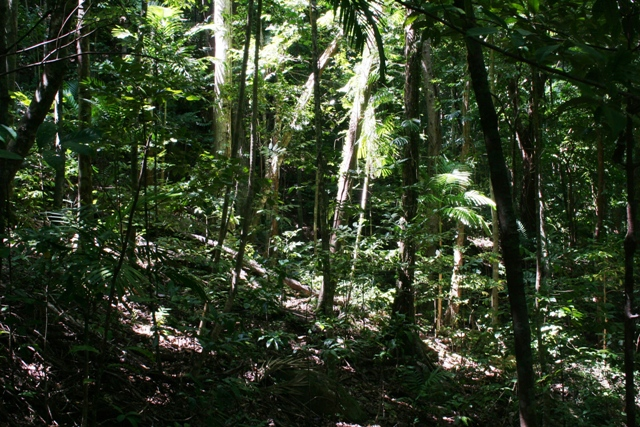
Dunk Island rain forest in Queensland Australia.